# Agnesiella savita
Agnesiella savita är en insektsart som beskrevs av Irena Dworakowska 1982. Agnesiella savita ingår i släktet Agnesiella och familjen dvärgstritar. Inga underarter finns listade i Catalogue of Life.